# Asphondylia resinosa
Asphondylia resinosa är en tvåvingeart som beskrevs av Gagne 1990. Asphondylia resinosa ingår i släktet Asphondylia och familjen gallmyggor. Inga underarter finns listade i Catalogue of Life.